# Salvador Cot i Belmonte
Salvador Cot i Belmonte (Terrassa, 8 d'octubre de 1965) és un periodista català, director del diari digital El Món. Va començar la seva carrera professional l'any 1983 i durant la seva trajectòria com a periodista ha treballat en mitjans de premsa escrita com Diari de Terrassa, El Periódico i El País, entre d'altres, i en mitjans de televisió i ràdio com TVC, TVE, RAC1 o Catalunya Ràdio. Entre 2010 i 2015 va dirigir el diari Nació Digital.
L'any 2004, Salvador Cot és elegit membre del Comitè Professional de TVC, i emprèn una intensa denúncia de la interferència partidista en l'estructura i nomenaments dels mitjans de titularitat pública. L'any 2010, encapçala una candidatura al Col·legi de Periodistes amb la qual obté el 37% dels vots, insuficients per accedir al deganat.
A banda de dirigir El Món, Cot també és col·laborador de diversos programes com L'oracle a Catalunya Ràdio, La nit a RAC1 i El món a RAC1 i Matins en Xarxa a La Xarxa.

## Biografia
Salvador Cot inicia la seva carrera professional l'any 1983 a la premsa comarcal, com a redactor al Diari de Terrassa i, posteriorment com a responsable del suplement de cap de setmana, a més de corresponsal al Vallès Occidental de TVE i El País.
L'any 1988 ingressa com a redactor a TVE-Catalunya. El 1993 va ser nomenat cap de redacció de Cultura, Espectacles, Comunicació i Dominical al Diari de Barcelona fins a la seva desaparició el 1994. Després d'un període com a guionista a l'àrea de programes de TVE, el 1995 forma part de l'equip que comença les emissions de COMRàdio, on exerceix les funcions d'editor dels informatius del cap de setmana.
El 1996 entra a formar part dels Serveis Informatius de TVC, via oposicions. Entre aquest any i el 2002 exerceix com a corresponsal a les delegacions de Madrid, Bilbao i París. Posteriorment seria nomenat director del setmanari El Temps. El 2006 s'incorpora al diari Avui com a subdirector i, el 2008, com a responsable de l'Avui.cat.
El juny de 2010, Salvador Cot és nomenat director de Nació Digital amb la intenció de projectar Nació Digital en l'àmbit de la informació general. A partir d'aquell moment, Nació Digital inicia un creixement sostingut que, juntament amb les edicions territorials i temàtiques, ha col·locat Nació Digital en una posició capdavantera en el rànquing digital català (dades d'agost 2013 via OJD).
L'abril del 2015 Cot deixa la direcció de Nació Digital i s'incorpora com a director d'El Singular Digital.

## Obres
Salvador Cot ha escrit, juntament amb Lluís Montserrat, Teoria i pràctica del bon tertulià espanyolista (Grup 62, 2006), un retrat en to satíric de la imatge de Catalunya que projecten els espais de tertúlia als mitjans de Madrid. El llibre deriva d'una secció diària a El matí de Catalunya Ràdio.
Cot també és l'autor de Toc d'Alerta (Editorial Dèria, 2008), una sèrie de diàlegs entre Jordi Pujol i Heribert Barrera sobre el futur de la societat catalana i la seva principal eina política: el catalanisme.